# Ilduara Menéndez
Ilduara Menéndez Ilduara anche in portoghese, in galiziano, in catalano e in spagnolo (inizio XI secolo – 1058) è stata una nobile spagnola; era figlia, moglie e madre di Conti di Portucale.

## Origine
Ilduara, secondo Rodrigo Furtado, nel suo CUANDO PORTUGAL ERA REINO DE LEÓN: UNA REGIÓN EN EL NORDESTE PENINSULAR (SIGLOS IX-XI), era figlia del signore della Contea di Portucale, Menéndo Gonzalez e della moglie (come viene ricordato dal nipote Bermudo III di León nel documento XC, datato 1028, della Apéndice del Tomo II de la Historia de la Santa A. M. Iglesia de Santiago de Compostela (avorum et parentum meorum Menendi et dne Tote)), Tutadona Moniz de Coimbra.

Menendo, come riportano sia il Portugal no Período Vimaranense (868-1128). IVª Parte che CUANDO PORTUGAL ERA REINO DE LEÓN: UNA REGIÓN EN EL NORDESTE PENINSULAR (SIGLOS IX-XI) era figlio del signore della Contea di Portucale, Gonzalo Menéndez e della sua pima moglie, Ilduara Peláez, citata col marito (Gunsalbo menendiz et uxor tue ilduare), nel documento n° LXXXVIII del Portugaliae monumenta historica, datato 964, inerente una donazione ricevuta, figlia del conte, Pelagio González e della moglie Ermesinda Gutiérrez.

la penisola iberica alla morte di Nuno Alvites

## Biografia
Suo padre, Menendo fu ucciso nell'ottobre del 1008; secondo il Chronicon Lusitanum il giorno 2 (Aera 1046. II Non Oct occisus fuit Comes Menendus), mentre secondo la Recherches sur l'histoire et la littérature de l'Espagne pendant le moyen age, tome premier fu ucciso a settembre.

Menendo fu assassinato, ma non si hanno notizie precise, in quanto in quel periodo, oltre i combattimenti contro i mori, viene ricordata una razzia di Vichinghi, come riporta il Diccionario biográfico español, Real Academia de la Historia.

Dopo la morte di Menendo la Contea di Portucale passò ad Alvito Nunes, come conferma il Chronicon Lusitanum.
Ilduara fu data in sposa al Conte di Portucale, Nuno I Alvites, come risulta dal documento CCLIX del Portugaliae monumenta historica, datato 1025 (comite Nunus Aloitiz et uxori eius comitissa domna Ilduara), che, come riporta Portugal no Período Vimaranense (868-1128), era figlio del Conte di Portucale, Alvito Nunes e di Gontina, di cui non si conoscono gli ascendenti.
Sua sorella, Elvira Menéndez, moglie di Alfonso V di León (come conferma il documento n° LXXXVI, datato 1019, della Apéndice del Tomo II de la Historia de la Santa A. M. Iglesia de Santiago de Compostela), era Regina consorte di León e secondo Rodrigo Furtado, assieme al marito e poi col figlio frequentava spesso la corte del Regno di León.
Secondo il Portugal no Período Vimaranense (868-1128), suo marito, Nuno morì nel 1028.

Gli succedette il figlio, Menendo, con la madre, Ilduara, reggente, come riporta Portugal no Período Vimaranense (868-1128), e, come sostiene lo storico medievalista portoghese, José Mattoso nel suo A Nobreza Portucalense dos Seculos IX a XI.
Ilduara, visse alla corte della contea a Guimarães, col figlio e poi col nipote Nuno II Mendes e, come riporta José Mattoso, morì nel 1058.

## Figli
Ilduara a Nuno diede tre figli, tra cui:
- Menendo, che fu Conte di Portucale[15].

### Fonti primarie
- (LA)  Portugaliae monumenta historica.
- (LA)  España sagrada. Volumen 14.
- (LA)  (ES)  #ES Historia de la Santa A. M. Iglesia de Santiago de Compostela, Tomo II.

### Letteratura storiografica
- (ES)  #ES CUANDO PORTUGAL ERA REINO DE LEÓN: UNA REGIÓN EN EL NORDESTE PENINSULAR (SIGLOS IX-XI)
- (FR)  #ES Recherches sur l'histoire et la littérature de l'Espagne pendant le moyen age, tome premier
- (PT)  Portugal no Período Vimaranense (868-1128). Iª Parte
- (PT)  #ES A Nobreza Portucalense dos Seculos IX a XI
- (FR)  #ES ANONYME CHRONIQUE DE LUSITANIE